# اختلال یادگیری
اختلال یادگیری (به انگلیسی: Learning disability) هر اختلالی است که در آن موفقیت تحصیلی فرد، با توجه به سن و آموزش و هوش و يا براساس آزمون‌های معیار خواندن و نوشتن و محاسبه، از آنچه انتظار می‌رود بسیار کمتر باشد.
اصطلاح اختلال یادگیری، از نیاز به تشخیص و خدمت به دانش‌آموزانی برخاسته‌است که به‌طور مداوم در کارهای درسی خود با شکست مواجه می‌شوند و در عین حال درچهارچوب سنی کودکان استثنایی نمی‌گنجند. ظاهری طبیعی دارند، رشد جسمی و قد و وزن‌شان حاکی از بهنجار بودن آنان است. هوش آن‌ها کمابیش عادی است، به خوبی صحبت می‌کنند، مانند سایر کودکان بازی مي‌كنند و مثل همسالان خود با سایرین ارتباط بر قرار می‌کنند. درخانه نیز یاری‌های لازم را دارند و کارهایی را که والدین به آنان واگذار می‌کنند به خوبی انجام می‌دهند. لیکن توانایی لازم برای به جریان اندازی اطلاعات برای بیان کردن و به ویژه، نوشتن را ندارند. پس با توجه به مشخصات کلی این دانش‌آموزان، می‌توان آن‌ها را در گروه جدیدی به نام دانش آموزان با اختلال یادگیری قرار داد و گفت این دانش آموزان در یک یا چند فرایند روانی که به درک کردن با استفاده از زبان شفاهی یا کتبی مربوط می‌شود، اختلال دارند که این اختلال می‌تواند به شکل عدم توانایی کامل در گوش کردن، صحبت کردن، خواندن، نوشتن، هجی کردن یا انجام محاسبات ریاضی ظاهر شود.
این اصطلاح، شرایطی چون معلولیت‌های ادراکی، آسیب دیدگی‌های مغزی، نقص جزئی در کار مغز، و خوانش‌پریشی را در بر می‌گیرد. این تعریف، آن دسته از دانش آموزان را که به دلیل معلولیت‌های دیداری، شنیداری یا حرکتی، همچنین عقب ماندگی ذهنی یا محرومیت‌های محیطی، فرهنگی یا اقتصادی به مشکلات یادگیری دچار شده‌اند، شامل نمی‌شود.
ناتوانی‌های یادگیری با اصطلاح‌هایی چون خواندن جبرانی یا دیرآموزی مترادف نیست. این تعریف به‌طور ویژه از کودکان و نوجوانانی یاد می‌کند که به شدت دچار ناتوانی‌های یادگیری بخصوصی هستند. دانش آموزان مبتلا به این مشکل، نیازمند آموزش ویژه‌ای هستند که بنا بر نظر امز باید با تمرینهای مخصوص، غیرمعمول و با کیفیتی غیرعادی سر و کار داشته باشند. این امر جدا از شیوه‌های آموزشی و منظمی است که اکثر کودکان از آن استفاده می‌کنند. وظیفهٔ کارشناسان در این زمینه، این است که عهده‌دار جبران ناتوانی یادگیری به خصوص کودک به صورت آموزش انفرادی یاگروههای کوچک باشند.

## علائم
تشخیص اختلال یادگیری ممکن است دشوار باشد. اگر کودک شماعلائم زیر را داشته باشد ممکن است اختلال یادگیری داشته باشد:
- در فهمیدن و پیروی کردن از دستورالعمل‌ها مشکل دارد.
- در به یاد آوردن چیزی که به او گفته شده‌است، مشکل دارد.
- ضعف هماهنگی در راه رفتن، ورزش کردن یا مهارت‌هایی از قبیل نگه داشتن یک مداد دارد.
- وسایل مورد نیاز برای تکالیف را گم می‌کند یا جا می گذارد، مثل کتاب‌های مدرسه و …
- در فهمیدن مفهوم زمان، مشکل دارد.
- در مقابل انجام دادن تکالیف یا فعالیت‌هایی که نیاز به خواندن، نوشتن یا ریاضیات دارد مقاومت می‌کند یا دائماً نمی تواند تکالیف را بدون کمک قابل توجه کامل کند.
- اعتراض می‌کند، خصومت یا واکنش‌های هیجانی شدید در مدرسه نشان ميدهد. زمانی که تکالیف تحصیلی از قبیل تکالیف خانگی یا خواندن دارد، واكنش شديد هيجاني نشان می‌دهد[۳].

راهنمای آماری و تشخیصی اختلالات روانی (DSM–5) که توسط انجمن روانپزشکی آمریکا منتشر شده‌است، علایم زیر را برای اختلال یادگیری مطرح کرده‌است:
- روخوانی دشوار، کند و نادرست کلمات
- اشکال در درک معنی آنچه که خوانده می‌شود.
- مشکلات هجی کردن
- اشکالات بیان نوشتاری
- اشکال در یادگیری مفاهیم و معانی اعداد یا محاسبات
- اشکال در استدلالات ریاضی[۴]

حتی وجود یکی از علایم بالا می‌تواند نشانگر اختلالات یادگیری باشد. از همین رو، اگر علامتی را مشاهده کردید، در اولین فرصت به متخصص رجوع کنید.

## عوامل بروز اختلالات یادگیری
ثابت شده‌است که علل بروز ناتوانی‌های یادگیری نسبتاً مبهم است. برخی از مشکلات کنونی دربارهٔ مفهوم ناتوانی‌های یادگیری بازتابی است از
ناتوانی ما در اشارهٔ دقیق به علل بروز ناتوانی‌های یادگیری که شاهدش هستیم. روشن است که آگاهانه یا ناآگاهانه مسئله علل بروز ناتوانی‌های یادگیری را به فراموشی و بی توجهی می‌سپاریم. بر حسب درک ما از ناتوانی‌های یادگیری و نگرش اولیه حرفه‌ای ما (پزشکی، روان شناسی، تعلیم و تربیتی) نسبت به ناتوانی‌های یادگیری، ممکن است ما به علل خاصی توجه پیدا کنیم تا آن که به رابطهٔ علّی دشواری بپردازیم.
اما تجربهٔ گذشته و علم کنونی به ما ثابت می‌کند که ناتوانی‌های یادگیری مفهومی چندرشته‌ای است و پیوند میان کارشناسان رشته‌های گوناگون در این امر باید برقرار باشد.
الف) عوامل آموزشی
۱- تدریس ناکافی و ناصحیح به کودکان
۲- عدم فراگیری  و تسلط معلم به مهارت‌های لازم جهت تدریس درسهای پایه در مدارس
۳- توقعات بیش از اندازه بالا یا بسیار پایین معلمان
۴- برنامه‌ریزی و طرح برنامهٔ آموزشی ضعیف
۵- عدم فعالیت‌های برانگیزنده
۶- تدریس عملی نادرست
۷- عدم آموزش مهارت‌های اجتماعی، یادگیری و حرکتی و جسمی و
عدم پرداختن به یادگیری‌های زبان شفاهی
۸- استفاده نادرست از روش‌ها و مداد و برنامه درسی
ب) عوامل محیطی
عوامل محیطی بسیاری وجود د دارد که می‌تواند به پیچیدگی ناتوانی‌های یادگیری بیفزاید و حتی شاید سبب ساز آن باشد.
- تغذیه، بهداشت، تندرستی
انگیزش ضعیف، توجه ناکافی و ضعف در انجام کار بر اثر گرسنگی و وجود رنگ‌ها و مزه‌های مصنوعی در غذاها طبق نظر فاین گولد روی تحرک بیش از حد کودک مؤثر است.
سرماخوردگی مزمن، مشکلات تنفسی، آلرژیها و … در ناتوانی یادگیری کودک مؤثر است.
سقوط، آسیب دیدگی مغزی، ضربه وارد به سر و … در ناتوانی یادگیری مؤثر است.
- تحریک حسی
کودک در حال رشد، نیازمند درون دادهای حسی است تا دربارهٔ محیط و خود و هر دو بیاموزد یعنی کودک به تجربه‌هایی نیاز دارد تا بیاموزد که چگونه بیاموزد.
- تحریک زبانی
زبان به واسطهٔ نقشش در تفکر و یادگیری سایر مهارتها در محیط زندگی کودک جایگاه ویژه‌ای دارد و ممکن است ناتوانی کودک از نبود مدل‌های درست در اوایل رشد وی سرچشمه گرفته باشد.
- رشد اجتماعی و عاطفی
بسیاری از کودکان مبتلا به ناتوانی یادگیری، مضطرب، نامطمئن و بی‌اختیار و سرکش هستند که ممکن است این رفتارها با فقدان امنیت طبیعی، ثبات محبت و گرمی و پذیرش در منزل و محیط مدرسه پیوند داشته باشد.
ج) عوامل روانی
امکان دارد کودکان مبتلا به ناتوانی‌های یادگیری در عملکردهای روانی پایه چون ادراک، حافظه و شکل درون به مفاهیم اختلال داشته باشند.
د- عوامل فیزیولوژیکی
بسیاری از متخصصان بر این باورند که علل اساسی و عمده ناتوانی‌های یادگیری آسیب دیدگی مغزی، شدید یا جزئی و صدمه وارده به دستگاه عصبی و مرکزی است.
ه- عوامل ژنتیکی
شواهدی در دست است که نشان می‌دهد ناتوانی‌های یادگیری احتمالاً در برخی خانواده‌ها بیش از دیگران دیده می‌شود در واقع عوامل ژنتیکی در شمار وسیعی از ناتوانی‌های یادگیری نقش دارد.
ز – عوامل بیوشیمیایی
اختلال‌های گوناگون متابولیکی در حکم عواملی هستند که موجب ناتوانی‌های یادگیری می‌شوند مثل هایپوگلیسمی، کم کاری تیروئید و …
و- عوامل پیش، هنگام و بعد از تولد
ژ- تاخیر رشد
بندر، دهریش، جانسکی، لانگ فود … اظهار می‌دارند که عدم ظهور علائم رشد برخی از کودکان مبتلا به ناتوانی یادگیری ممکن است از تاخیر رشد برخی اجزای دستگاه عصبی مرکزی سرچشمه گرفته باشد که این گونه کودکان پس از بزرگتر شدن بر این مشکلات غلبه می‌کنند.
چ- نقص جزئی در کار مغز
به نظر می‌آید هر گونه نتیجه‌گیری دربارهٔ حیاتی بودن آسیب دیدگی مغزی در کودکان مبتلا به ناتوانی یادگیری در بهترین شرایط فقط جنبه تجربی و آزمایشی دارد.

## نظریه‌های یادگیری
- نظریه‌های کارکردگرایی
- نظریه‌های تداعی‌گرایی
- نظریه‌های شناختی
  - نظریه گشتالت
  - نظریه ژان پیاژه
- نظریه‌های نوروفیزیولوژیک
- نظریه‌های تکاملی